# De Kleibosch
De Kleibosch is een natuurgebied net ten oosten van het Noord-Nederlandse dorpje Foxwolde in Drenthe.

## Beschrijving

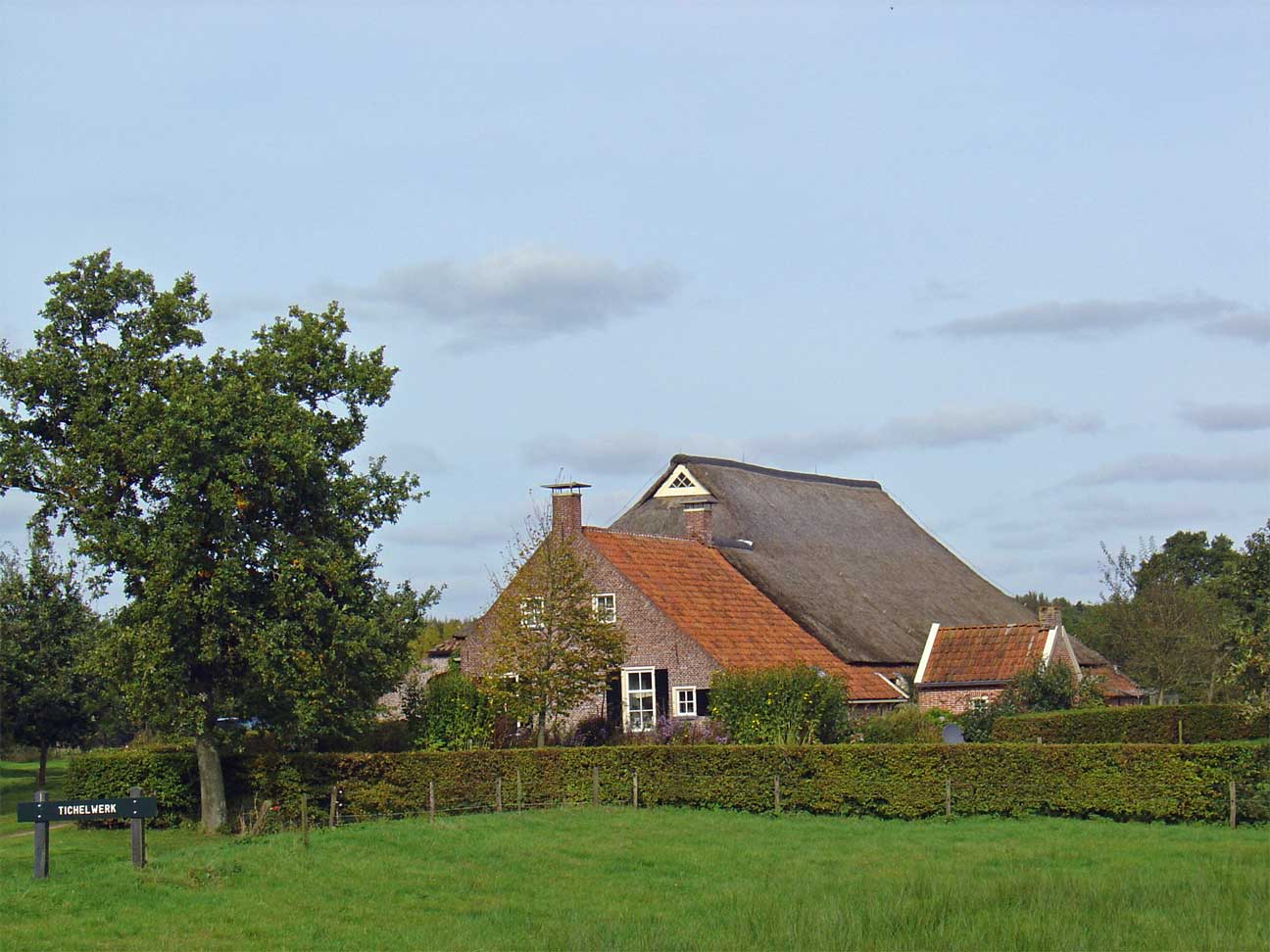
De boerderij Tichelwerk in De Kleibosch

De Kleibosch is 134,3 ha groot en bestaat uit graslanden en stukken bos en een van de weinige restanten van het Drentse Wold. Het natuurgebied is gelegen op een locatie waar potklei aan de oppervlakte komt. Al in de middeleeuwen werd die door monniken van het klooster van Aduard afgegraven (geticheld) om er ter plaatse kloostermoppen van te bakken, die vervolgens per schip via het Peizerdiep naar Aduard werden vervoerd. Het bosgebied ontstond rondom de kleiputten die overbleven na de winning van de potklei, waarmee tot in de achttiende eeuw is doorgegaan. In het bos, dat bestaat uit essen, elzen, eiken, berken en haagbeuken, werd tot in de jaren 70 van de twintigste eeuw hakhout gekapt.
Sinds 1962 is De Kleibosch grotendeels eigendom van Het Drentse Landschap, dat in het gebied een wandelroute van 2,5 km heeft uitgezet en er regelmatig open dagen en excursies organiseert. Dit gebeurt vanuit Tichelwerk, een oude monumentale boerderij die Het Landschap in 1988 aankocht en daarna liet restaureren. Het pand was ooit de woning van een steenbakker en is waarschijnlijk gebouwd door de familie Van Ewsum, die de locatie al in de zestiende eeuw in eigendom had. Tichelwerk wordt verpacht aan een biologische boer.
De provincie Drenthe heeft De Kleibosch in 2014 aangewezen als aardkundig monument.

## Natuur en beheer

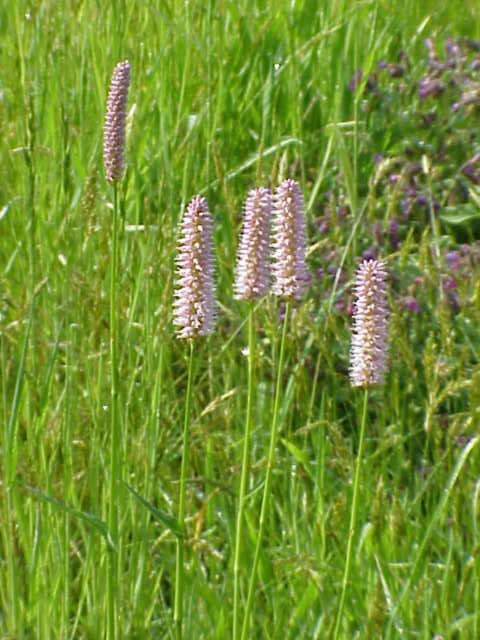
Adderwortel

De aanwezigheid van potklei maakt De Kleibosch tot een tamelijk bijzonder bostype. Sommige zeldzame plantensoorten die in het gebied voorkomen zijn afhankelijk van deze grondsoort, zoals heelkruid, kleine bosaardbei en welriekende agrimonie. In het voorjaar wordt de bosbodem gedomineerd door speenkruid en bosanemoon. In de houtwallen rondom de graslanden zijn verschillende soorten meidoorns en rozen te zien, waaronder de hondsroos. Ook komen in het gebied enkele bijzondere soorten paddenstoelen voor, zoals de prachtboleet, de purperen gordijnzwam en de streephoedridderzwam. Hiermee wordt door Het Drentse Landschap bij het beheer van het gebied speciaal rekening gehouden. Het Landschap is verder gestopt met hakhoutbeheer, mede omdat dit geen natuurwinst opleverde en voor sommige vogelsoorten zelfs negatief uitpakte. De graslanden in De Kleibosch, waarin de adderwortel voorkomt, worden begraasd door Groninger blaarkoppen.

## De?
Het lidwoord de komt niet-Drenten vreemd voor, voor wie het kleibos beter in de oren klinkt. In het Drents zegt men echter steeds de bos. Door assimilatie is het onzijdige lidwoord het onder invloed van de b van bos veranderd in te en dat weer in de.